# 日本沈没 (R指定のアルバム)
『日本沈没』(にほんちんぼつ)は、日本のヴィジュアル系バンド、R指定が2012年2月1日に発売した、通算2枚目となるオリジナルアルバム。

## 概要
- 前作『人間失格』から、約2年ぶりのリリースとなった。
- 通常盤と初回限定盤の2形態でのリリース。当初、初回限定盤はCD+DVDの形でリリースする予定だったが、急遽CD2枚組でのリリースに変更された。PVも撮影済だったがお蔵入りとなった。[1]

- ジャケットは漫画家の丸尾末広による描き下ろし。マモが丸尾のファンであったことからコラボが実現した。[2]。

## 収録曲

### 通常盤
1. 日本沈没 (1:33)
アルバムタイトル曲だが、前作とは異なり、本楽曲はインストゥルメンタルである。
本作に収録されている楽曲の中で、一番演奏時間が短い楽曲となっている。
2. さらば (3:22)
13thシングル「スロウデイズ」の初回限定盤のDVDには、ツアー『サラバココロノ病ミ』の2012年6月10日の赤坂BLITZ公演のライブの映像が収録されている。
3. ジャパニーズクラッシャー (3:22)
4. 波瀾万丈、椿唄 (4:28)
7thシングルの表題曲。
5. 激情サスペンス (3:26)
6. アリス心中 (4:35)
5thシングルの表題曲。本作に収録されているシングル曲の中で、最も古い楽曲である。
7. 中洲の女(2:31)
本作の初回限定盤にて、本楽曲の別バージョンが収録された。
8. 二度死ね (1:57)
本作に収録されている楽曲の中で、一番演奏時間が短い楽曲となっている。
12thシングル「クローゼットガール」の初回限定盤のDVDには、ツアー『サラバココロノ病ミ』の2012年6月10日の赤坂BLITZ公演のライブの映像が収録されている。
9. 黄昏ゴールデンガイ (2:26)
インストゥルメンタル。
10. 神風 (3:21)
タイトルの「神風」は、神風特別攻撃隊のことを指しているように思われる。なお、歌詞にもそれを示唆するような歌詞が書かれており、3rdミニアルバム『日本アブノーマル協会』には、本作の続編ともいえる楽曲「the Red papers」が収録されている。
12thシングル「クローゼットガール」の初回限定盤のDVDには、ツアー『サラバココロノ病ミ』の2012年6月10日の赤坂BLITZ公演のライブの映像が収録されている。
11. ソメイヨシノ (4:21)
8thシングルの表題曲。
12. 黒髪のままの君でいて (3:46)
本作の初回限定盤にて、本楽曲の別バージョンが収録された。
13. ギラつく太陽 (4:31)
6thシングルの表題曲。
14. 警戒区域『D』 (3:59)
15. 毒盛る (3:43)
9thシングルの表題曲。本作に収録されているシングル曲の中で、最も新しい楽曲である。
16. おはよう世界 (4:00)
シングル曲を除けば、本作に収録されている楽曲の中では、一番演奏時間が長い楽曲である[3]。

### 初回限定盤

#### Disc 1
1. 日本沈没
2. さらば
3. ジャパニーズクラッシャー
4. 波瀾万丈、椿唄
5. 激情サスペンス
6. アリス心中
7. 中洲の女
8. 二度死ね
9. 黄昏ゴールデンガイ
10. 神風
11. ソメイヨシノ
12. 黒髪のままの君でいて
13. ギラつく太陽
14. 警戒区域『D』
15. 毒盛る
16. おはよう世界

#### Disc 2
1. 未練哀愁歌 -Re:REC Ver.-
4thシングル「拝啓、薔薇色な日々よ」のカップリング曲の別バージョン。初回限定盤のみの収録。
2. 中洲の女 -Premium Ver.-
本作収録曲の別バージョン。初回限定盤のみの収録。
3. 黒髪のままの君でいて -Premium Ver.-
本作収録曲の別バージョン。初回限定盤のみの収録。

## 収録映像作品
PV収録作品
- 『映像盤。』(#4、#6、#11、#13、#15)

ライブ映像収録
- 『映像盤。』(#6,初回限定盤のみ)
- 『映像盤。参』(#4、#6、#14)